# Wargee
Wargee (* in den 1770er-Jahren in Kisljar in der Nähe von Astrachan; † ?) war ein tatarischer Kriegsgefangener, Sklave, Händler, Asien- und Afrikareisender.

## Die Vorgeschichte
Als sich um den 1. Juni 1822 unter den Einheimischen im westafrikanischen Cape Coast die Nachricht verbreitete, dass weiße Europäer in der aschantischen Hauptstadt Kumasi angekommen seien, schenkten zunächst die britischen Gouvernementsbeamten auf Cape Coast Castle diesen Gerüchten wenig bis gar keine Aufmerksamkeit. Umso größer war dann doch die Überraschung aller, als eine Eskorte des Asantehene auf Cape Coast Castle eintraf, in dessen Begleitung sich ein älterer weißer Mann befand, der mit einer alten Uniform der African Company bekleidet war. Die Aufregung steigerte sich noch beträchtlich, als man erfuhr, dass dieser Mann von Tripolis aus nach Kumasi und schließlich bis nach Cape Coast Castle gelangt sei. Der Mann sprach kein Wort Englisch, aber mittels eines seiner Begleiter, der die Hausa-Sprache (Marawah) sprach und Wargee wahrscheinlich alles ins Arabische übersetzte und mittels einer Übersetzung aus Hausa in die Fanti-Sprache und von hier aus ins Englische kam eine Kommunikation, wenn auch nur mühsam, zustande.
Wie es sich herausstellte, hieß dieser Mann Wargee und war ein Tatar, der in Kislar in der Provinz Astrachan geboren war. Sein genaues Alter wisse er nicht, wie er damals angab, er selbst schätzte sich auf 70 Jahre, die Briten sahen ihn aber eher im Alter zwischen 50 und 60, zumal er die Zeit nach Monden maß. Er erzählte, dass er ungefähr 15 Jahre alt war, als Krieg zwischen Russland und der Hohen Pforte ausbrach. Sein Bruder wurde damals zu den Waffen gerufen und er selbst war damit beauftragt, seinem Bruder Proviant und dergleichen zu bringen. Während eines Gefechtes, er nennt den Ort Ebraig, geriet er jedoch in türkische Gefangenschaft. Er wurde dann zusammen mit anderen Gefangenen nach Konstantinopel geschafft, das man in 34 Tagen erreichte. Dort wurde Wargee einer höhergestellten Persönlichkeit namens Saladar als Sklave verkauft. Dies geschah während der Regierung des Sultans Selim III. (reg. 1789–1807). Bei Saladar blieb Wargee als Sklave etwa sieben Jahre lang. Während dieser Zeit betätigte er sich auf Rechnung seines Herrn als Händler. Dabei muss er ziemlich erfolgreich gewesen sein, denn schon bald gehörten ihm selbst zahlreiche Kamele und Handelsgüter und mit seinen eigenen Erlösen hat er sich wahrscheinlich auch freikaufen können. Als freier Mann unternahm er in den folgenden Jahren ausgedehnte Handelsreisen, so u. a. auch eine durch Mesopotamien und Persien bis nach Indien und Java und über Arabien wieder zurück. Obwohl selbst nicht islamischen Glaubens, wurde ihm während seines Aufenthaltes in Arabien sogar gestattet, Mekka zu besuchen.

## Die Afrikareise
Wargees letzte große Reise begann in Konstantinopel, wo er sich nach Alexandria und dann weiter bis nach Tripolis einschiffte und von hier aus startete er schließlich mit einer Karawane, die 45 Kamelen umfasste und Handelsgüter im Werte von 1500 Silbertaler mit sich trug, in Richtung Süden. Über Sokna erreichte man nach 43 Tagen Murzuk und weitere 59 Tage später über Ganat (Chanab) und Assonada Agadez. Er erwähnt, dass Agadez damals im Lande „Turiack“ gelegen sei. Bei Galibaba wurde er dann überfallen und zu großen Teilen ausgeraubt. Er erreichte schließlich den nächsten Tag Kashna und 5 Tage später Kano, wo er zunächst blieb, ausgiebig Handel trieb und die dortigen Nachbarprovinzen bereiste und erkundete. Dies geschah zur Regierungszeit des Sultans Muhammad Bello (reg. als Kalif von Sokoto 1817 – 1837), der sich damals gerade im Krieg mit dem König von Niam-Niam, Malim Jago, befand. Letzteres ist insofern erwähnenswert, als dadurch Wargee Augenzeuge von Kannibalismus wurde. Ein solcher wurde damals den Niamniam ohnehin nachgesagt, was ihm gegenüber selbst der Sultan von Kano bezweifelt hatte. Wargee erzählte in diesem Zusammenhang, dass die kriegsgefangenen Niamniam-Leute in der Regel auf dem Markt von Kano als Sklaven verkauft wurden. Eines Tages starb einer von ihnen. Der Sultan, welcher das Gerücht überprüfen wollte, erstattete dem Verkäufer das Geld für den toten Sklaven, ließ ihn freimachen und zu seinen Leuten bringen, und diese verspeisten ihn tatsächlich. Wargee beteuert in diesem Zusammenhang, dass er dies selbst mit eigenen Augen gesehen hatte.
Von Kano zog er schließlich weiter über Terna, Galata, Samfera, Banagah Dowcassim nach Lacoree, das er nach 25 Tagen erreichte. Nach einem Ausflug nach Zeggo (Zugoh) ging es von Lacoree weiter nach Fogan, Karamana und Cumba, wo man über den Niger setzte. Das Übersetzen von Menschen und Ware wurde damals in der Regel mit Booten bewerkstelligt, die Kamele liefen oder schwammen hinüber. Weiter ging es durch die Landschaften Gurma, Moosh (Musedu oder Mossi), Imbulee, Kabarah (Kabra, Kabre) nach Timbuktu. In Timbuktu und Djenné verweilte Wargee lange Zeit, die er mit intensiven Handel zubrachte. Auch nahm er sich in Djenné eine Einheimische zur Frau. Da ihn die Briten auf Cape Coast Castle auch ausgiebig über das damals sagenumwobene Timbuktu befragten, ist auch sein Bericht über das Land und den hiesigen Handel an dieser Stelle sehr ausführlich und fällt auch weitaus prachtvoller und positiver aus, als die Darstellungen des Heinrich Barth, der mehr als 30 Jahre später in Timbuktu war. Als Wargee in Timbuktu weilte, regierte hier Sultan Mohammed (Mahomed), der 1814 seinem verstorbenen Vater Abubekir nachgefolgt war. Wargee beschreibt Timbuktu als den Endpunkt der Karawanenrouten aus dem Norden, die ihren Beginn in Fès und Mequinez nahmen und welche bis Timbuktu ca. 3 Monate unterwegs waren. Diese Karawanen brachten zumeist Baumwolltextilien, Seide, Eisen, Perlen, Silber, Tabak in Rollen, Papier, Keramikware und Teer nach Timbuktu im Austausch gegen Goldstaub, Elfenbein, Zähne von Flusspferden (zählt auch als Elfenbein), Gummi (Gummi arabicum), Straußenfedern und natürlich vor allem Sklaven. Es ist in diesem Zusammenhang erwähnenswert, dass sich in und um Sansanding eine wahre Schmuckindustrie herausgebildet hatte, welche sich darauf spezialisiert hatte, das von den Karawanen mitgebrachte Silber zu Schmuckgegenständen zu verarbeiten, der an den Frauen Timbuktus auch häufig zu bewundern war. Von Djenné aus, das von Timbuktu in 22 Tagen erreicht werden konnte, wandte sich dann Wargee südwärts und zog weiter über Surondumah, Keri, Samaco, Galasu bis nach Kong, wo er nach 33 Tagen eintraf. Von hier aus ging es nach Fulana, der Hauptstadt eines gleichnamigen Reiches, das ein Nachbarreich des einst so mächtigen Bambara-Reiches von Mali war, das früher auch die Herrschaft über Timbuktu ausgeübt hatte. Da seine Frau schwer erkrankte, kehrte er nach Kong zurück und blieb hier eine Weile, wo er besonders mit einigen kleinen Fläschchen Handel trieb, die er aus Kano mitgebracht hatte und welche eine Substanz enthielten, die von den Arabern „Hainar“ und von den Kongs „Incassah“ genannt wurde und welche zum Einfärben von Augenbrauen, Augenlidern und Wimpern verwendet wurde. Besonders bei den Kong-Frauen war diese Substanz sehr beliebt und stand hoch im Kurs, so dass Wargee hohe Profite mit den Fläschchen erzielen konnte. Ursprünglich stammte diese Substanz jedoch aus Niamniam, von wo aus sie nach Kano gekommen war.
Von Kong zog Wargee schließlich weiter nach Goonah und von hier aus ostwärts über Foulah nach Banah, welches er nach 35 Tagen erreichte. Bei Banah (Banda?) verlief die Grenze zu Asante, der Ort stand bereits unter aschantischer Oberherrschaft. Der hiesige Häuptling stoppte ihn jedoch und verbot es ihm, weiterzuziehen, bevor er nicht den König darüber konsultiert habe. Wargee wurde aufgefordert nach Deboyah (Daboya) zu gehen (zwölf Tagesreisen ostwärts) oder, wenn er wolle, von hier aus weiter nach Salaga (acht Tagesreisen weiter südöstlich), wo es ihm gestattet sei, Handel zu treiben, solange bis die Antwort des Königs vorliegt. Dies tat er dann auch. Auf spezielle Anfrage der Briten hin, ob er etwas über ein Reich namens Degwombah (gemeint ist Dagomba) gehört habe, erwähnt er, dass ein Ort dieses Namens 33 Tagesreisen östlich von Kong und fünf Tagesreisen nördlich von Salaga liegt und dass Degwombah und Yendi zwei Namen für ein und denselben Ort seien, der die Hauptstadt eines gleichnamigen Königreiches sei. Degwombah (Dagomba) wäre der Name in Haussa und der Marawah-Sprache, während Yendi aus der Mossi-Sprache käme. In diesem Zusammenhang ist interessant zu erfahren, dass in dieser Zeit sowohl Salaga, als auch Yendi/Dagomba, einschließlich der dortigen Hausa, jährlichen Tribut an den Sultan von Bornu zahlten.
Nach drei Monaten und drei Tagen kam schließlich die Antwort des Königs von Asante in der Art, dass er weiter ziehen könne, wohin es ihm beliebe. Er durchzog zunächst viele Städte im Osten des aschantischen Hoheitsgebietes, fand aber kaum jemand, mit dem er sich unterhalten konnte, da er als Dolmetscher nur einen Hausa-Boy bei sich hatte. Die Hausa-Sprache wurde zwar mehr oder weniger verstanden, aber wahrscheinlich nicht so sehr am Volta-Ufer. Folglich zog Wargee westwärts durch Asante in Richtung Kumasi. Nach 14 Tagen erreichte er ein Dorf in der Nähe von Kumasi, wo er aufgefordert wurde, zu bleiben, während ihm gleichzeitig ein Schaf, eine Flasche Rum und etwas Yams als persönliches Geschenk des Königs überbracht wurden. Vier Tage später gestattete man ihm, nach Kumasi zu kommen und bat ihn zum König, wo er erneut ein Schwein, ein Schaf, einigen Rum, Yams, Bananen und etwas Gold als Geschenk überreicht bekam, während er im Gegenzug dem König über seine Reisen berichten musste. Als der Asantehene ihn fragte, wohin er nun weiter reisen wolle, antwortete er, dass er bereits sehr weit gereist sei und dass er gehört habe, die Engländer hätten einen Platz nicht weit von hier und er weiß, sie würden ihm helfen, wieder einen Weg in die Heimat zu finden. Der König stimmte zu und bestimmte, dass er schon bald nach Cape Coast Castle gebracht werden solle. Er blieb noch 25 Tage in Kumasi, bevor er, begleitet von einer königlichen Eskorte aufbrach, die ihn, wie bereits erwähnt, unversehrt auf Cape Coast Castle geleitete. Während seines Aufenthaltes in Kumasi sei ihm der König mit viel Freundlichkeit und Aufmerksamkeit begegnet. Für den Weg nach Cape Coast brauchte man zwar volle 21 Tage, aber man reiste auch nur in sehr leichten und angenehmen Tagesentfernungen und verweilte mitunter an verschiedenen Plätzen auch mal einen Tag länger.